# Michael Jan Friedman
Michael Jan Friedman (* 7. března 1955 USA), je americký spisovatel, známý českým čtenářům především jako autor knih z prostředí Star Treku. Knih napsal přes 150, převážně science fiction.

## Rodina a přátelé
V předmluvě své knihy Výkřik do tmy autor zmiňuje v kapitole Poděkování svou ženu Joan a syna Bretta, rodiče Glorii a Wynna. Dále oceňuje spolupracovníky na knize z nakladatelství i nemocnice v New Yorku..

## Knihy

### První čtyři vydané knihy
- Kladivo a roh
- Hledači a meč
- Pevnost a oheň
- Rukavice z dívčích vlasů[2]:

### SF Star Trek Nová generace
- 1989 – v originále A Call to Darkness, česky v roce 2003 jako Výkřik do tmy
- 1990 – v originále Doomsday World, česky v roce 2006 jako Svět zkázy, spoluautor
- 1991 – v originále Reunion, vydáno v češtině roku 1995 jako Smrtelné ohrožení
- 1992 – v originále Relics, vydáno česky v roce 1994 pod názvem Střepy času